# 盂北泰山庙
盂北泰山庙，位于山西省阳泉市盂县孙家庄镇西盂北村。现存正殿、戏台、西耳殿和西配殿，其中正殿建于元代，保存壁画约50平方米，包括玉皇大帝出行图及回銮图。西配殿建于明代。
2019年10月7日，盂北泰山庙公布为第八批全国重点文物保护单位。